# Ecoturismo

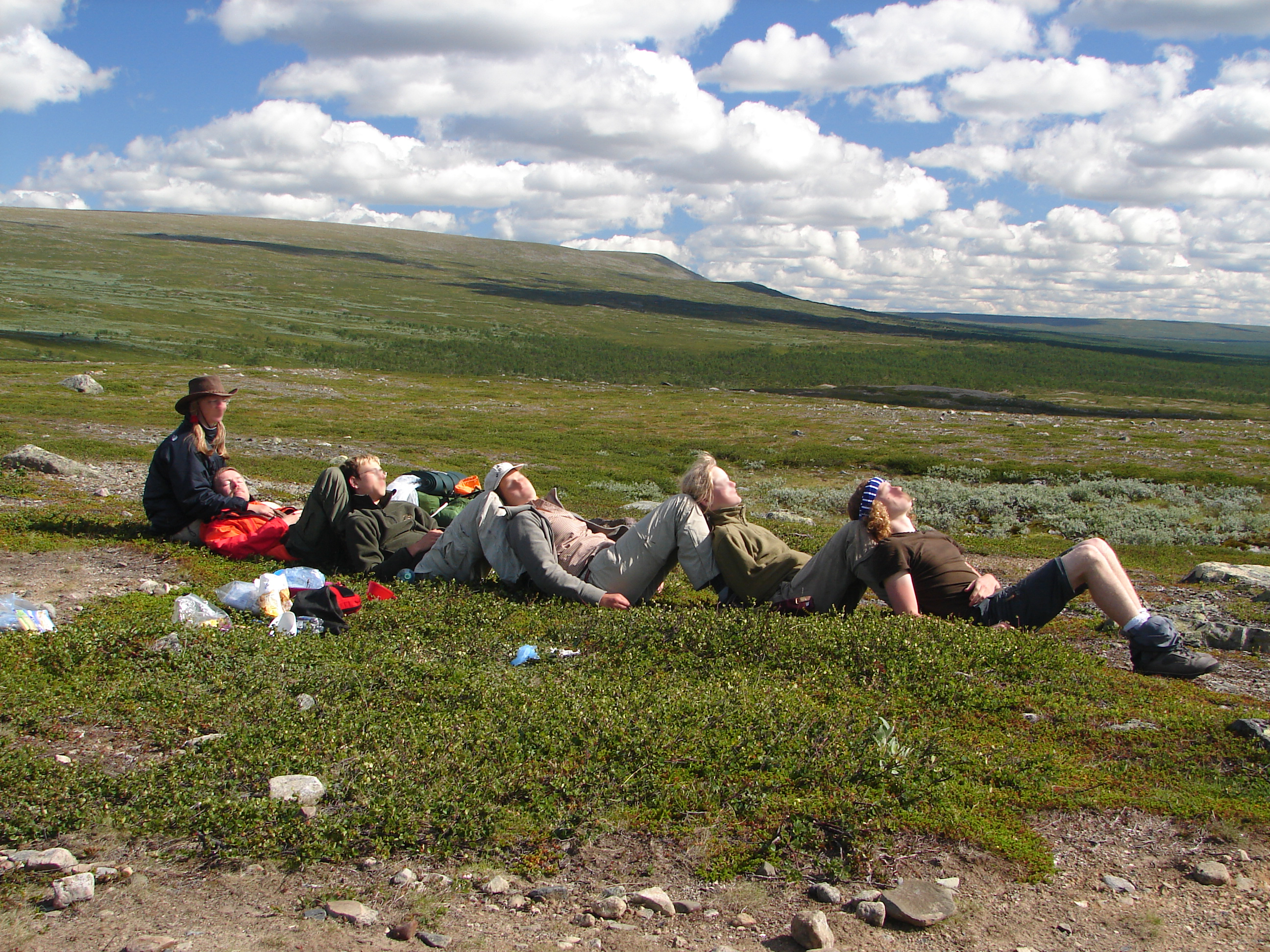
Un gruppo di turisti in Lapponia. Nell'ecoturismo, una notevole importanza è attribuita al contatto con la natura

Ecoturismo è la contrazione delle parole turismo ecologico. È una forma di turismo incentrato sull'impegno ambientalista e sociale.

## Principi
La paternità del termine "ecoturismo" è generalmente attribuita all'architetto messicano Hector Ceballos-Lascurain, autore di numerose pubblicazioni sul tema. Nel 1988 egli coniò la seguente definizione di ecoturismo: 
La definizione poi rielaborata e rivista dai principi dettati nella Dichiarazione di Quebec del 2002, dichiarato dalle Nazioni Unite anno internazionale dell'ecoturismo. In questa occasione l'UNEP (Programma Ambiente delle Nazioni Unite), l'organizzazione mondiale del turismo (OMT) e l'International Ecotourism Society hanno organizzato il summit mondiale dell'ecoturismo a Quebec (in Canada) al quale hanno partecipato 1.169 delegati da 132 diverse nazioni che hanno contribuito alla stesura della Quebec Declaration on Ecotourism. Il 2002 è stato l'anno in cui è stata coniata una definizione condivisa sul significato del termine ecoturismo che ha superato il concetto di turismo ecologico per incorporare anche gli aspetti legati al rispetto della comunità locale (sociale) ed il suo sviluppo economico oltre la soddisfazione del turista.
Il summit ha espresso un ampio scacchiere di interessi per una tematica di crescente importanza non solo come settore di notevole potenzialità per lo sviluppo economico, ma anche come potente strumento per la conservazione dell'ambiente naturale a condizione che esso venga adeguatamente gestito. Tali concetti, in sintonia con la filosofia delle Nazioni Unite e della sua agenzia specializzata, l'organizzazione mondiale del turismo, devono cercare di conciliare la domanda dei turisti di fruizione delle risorse naturali, sociali, etiche e culturali, con l'esigenza di garantirne nel contempo l'integrità accrescendone anzi le potenzialità per il futuro. L'ecoturismo in questa prospettiva è caratterizzato da alcuni aspetti peculiari:
- è mirato alla promozione di uno sviluppo sostenibile del settore turistico.
- non determina il degrado o l'esaurimento delle risorse ovvero minimizza l'impatto.
- concentra l'attenzione sul valore intrinseco delle risorse naturali rispondendo ad una filosofia più biocentrica che antropocentrica.
- richiede all'ecoturista di accettare l'ambiente nella sua realtà senza pretendere di modificarlo o adattarlo a sua convenienza.
- si fonda sull'incontro diretto con l'ambiente e si ispira ad una dimensione cognitiva diretta.

Una delle definizioni di ecoturismo maggiormente condivise è quella dell'International Ecotourism Society che recita:
Secondo questa definizione, l'ecoturismo ha una forte componente programmatica e descrive non solo un determinato segmento della domanda, ma anche un insieme di risultati auspicabili, che possono essere riassunti come segue:
- compatibilità ambientale e socioculturale come condizione fondamentale.
- apporto di benefici per i progetti di protezione dell'ambiente e per la popolazione locale (partecipazione, creazione e ampia distribuzione di reddito).
- accrescimento della consapevolezza ambientale e maggiore accettazione della conservazione della natura come uso del territorio proficuo e adeguato (sia tra i turisti che tra gli altri soggetti interessati allo sviluppo locale).

In base a questa definizione l'Associazione Ecoturismo Italia, fondata a Brescia nel dicembre del 2002 da 11 organizzazioni, referente italiano dell'International Ecotourism Society, propone una sua definizione:

## Distanze
Un importante punto di criticità dell'ecoturismo come del turismo in genere è quello dell'elevato costo ambientale dei viaggi aerei verso molte delle destinazioni intercontinentali. Secondo l'Agenzia internazionale dell'energia, il trasporto aereo produce l'1,4% delle emissioni mondiali di CO2 ed è destinato a crescere. Secondo l'associazione internazionale dei trasporti aerei, un aereo emette 360 tonnellate di CO2 in 600 minuti sulla tratta Roma-New York, o 42 tonnellate di CO2 nei 70 minuti di un semplice Roma-Venezia. Il costo medio per la neutralizzazione di emissioni di gas serra, secondo le stime di AzzeroCo2, è di circa 25 euro per tonnellata di anidride carbonica. Da questo punto di vista le mete più vicine hanno minore impatto ambientale e il concetto di chilometro zero si applica anche al turismo.

## Esempio
Nel gennaio 2003 venne aperta al pubblico la destinazione ecoturistica della comunità di Chambok, situata nel confine nord-est del Parco Nazionale di Kiriom ad ovest di Phnom Penh Sviluppata da Mlup Baitong, un'associazione ambientalista Cambogiana e dai membri della comunità locale, la destinazione offre dei percorsi naturalistici lungo il Parco esplorando la cultura indigena e la diversità di flora e fauna insieme ad una spettacolare cascata di 40 metri.
Il progetto è stato concepito per incoraggiare la comunità locale ad adottare un approccio sostenibile all'uso delle risorse naturali e per la conservazione del prezioso patrimonio naturalistico del Parco Nazionale e delle aree circostanti. Una grossa parte dell'economia del villaggio è sempre dipesa dalla produzione di carbone e dall'estrazione del legno. Questo ha portato nel tempo la distruzione del Parco Nazionale, ed in particolare la deforestazione, l'impoverimento del suolo e gli incendi. Oltre a questo, gli animali del Parco sono stati cacciati in maniera indiscriminata dagli abitanti del villaggio compromettendone la sopravvivenza. Sin dall'inizio del progetto, Mlup Baitong ha iniziato a presentare le minacce all'ambiente aumentando la consapevolezza della comunità locale del rischio al quale si esponeva il loro futuro con uso non sostenibile delle risorse. Alla luce di questo, Mlup ha assistito gli abitanti del villaggio ad individuare forme alternative di reddito attraverso un progetto di ecoturismo.
Le attività definite insieme agli abitanti del villaggio riguardano escursioni, tour guidati, visite alle caverne di pipistrelli, artigianato locale, ricettività locale, noleggio di mountain bike e spettacoli di danze tradizionali. Solamente nei primi 6 mesi di attività il ricavo è stato di 2122 $ provenienti da un totale di 4295 visitatori. L'intero ricavo viene destinato alle 250 famiglie del villaggio. Un numero pari a 15.000 di visitatori all'anno è sufficiente per garantire il benessere dell'intera comunità rispettando la capacità di carico ambientale del sito.

## Attività ecoturistiche
- Escursioni e percorsi all'interno di territori naturali, parchi, percorsi attrezzati e non.
- Percorsi a cavallo e itinerari di lungo tratto.
- Osservazione degli uccelli.
- Itinerari faunistici all'interno di parchi naturali e aree protette, terrestri e marine.
- Whalewatching.
- Immersioni guidate in aree protette marine per lo studio e l'osservazione della biodiversità marina.
- Itinerari archeologici al di fuori di aree urbane e survey archeologico.
- Itinerari enogastronomici e di slow food in aree rurali o aree abitate all'interno di zone protette e parchi naturali.
- Attività didattiche volte a valorizzare e illustrare il territorio - caratteristiche, evoluzione, biodiversità - e le culture - patrimonio demo-etno-antropologico, memorie ecologiche, economie tradizionali -.
- Itinerari a piedi o in bicicletta su direttive viarie di lungo tratto appositamente pensate, di interesse ecologico, culturale o religioso, ad esempio gli itinerari delle Vie Francigene.